# 沃纳韦-拉罗谢特
沃纳韦-拉罗谢特（法語：Vaunaveys-la-Rochette，法語發音：[vonavɛ la ʁɔʃɛt]）是法国德龙省的一个市镇，属于迪镇区。该市镇于1972年由原市镇沃纳韦（Vaunaveys）和拉罗谢特叙克雷（La Rochette-sur-Crest）合并而成。

## 地理
沃纳韦-拉罗谢特（44°46'5"N, 5°1'58"E）面积21.93 平方千米，位于法国奥弗涅-罗讷-阿尔卑斯大区德龙省，该省份为法国东南部内陆省份，北起顺时针与伊泽尔省、上阿尔卑斯省、上普罗旺斯阿尔卑斯省、沃克吕兹省和阿尔代什省接壤。
与沃纳韦-拉罗谢特接壤的市镇（或旧市镇、城区）包括：克雷、科博讷、厄尔、日戈尔和洛兹龙、乌尔什、于皮。
沃纳韦-拉罗谢特的时区为UTC+01:00、UTC+02:00（夏令时）。

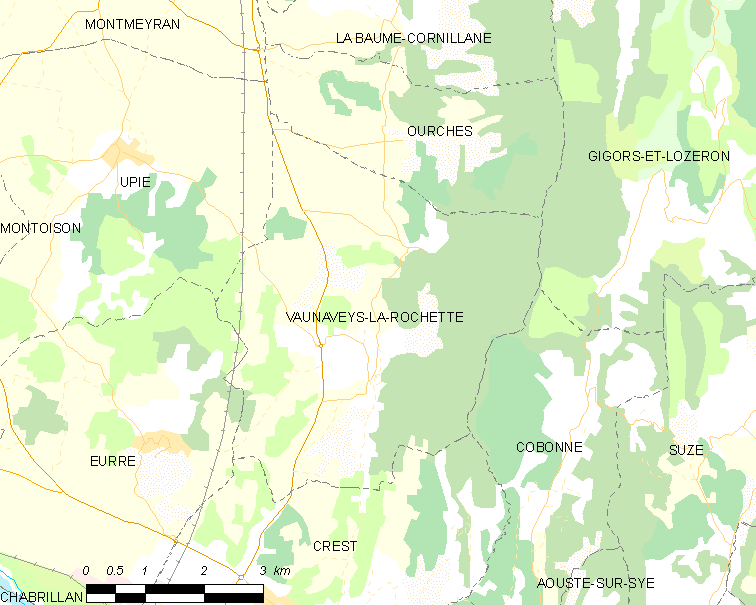
沃纳韦-拉罗谢特的OSM定位图

## 行政
沃纳韦-拉罗谢特的邮政编码为26400，INSEE市镇编码为26365。

## 政治
沃纳韦-拉罗谢特所属的省级选区为克雷县。

## 人口

1962-2008年间沃纳韦-拉罗谢特人口变化图示

沃纳韦-拉罗谢特于2022年1月1日时的人口数量为611人。